# Girl (gruppo musicale)
I  Girl  sono un gruppo hair metal inglese formatosi nel 1979 a Londra.

## Storia
Furono i Girl i primi a far rinascere il glam in Inghilterra, ai quali fecero seguito i Silverwing, i Rox e i Wrathchild. A differenza degli altri, però, i Girl pongono l'attenzione prevalentemente sull'aspetto musicale, lasciando in secondo piano l'immagine.
Il gruppo si forma a Londra nel 1979 anche se la basi della band vengono gettate nel 1978 dall'incontro ad Amsterdam di Phil Lewis con Gerry Laffy.
Il debutto discografico avviene lo stesso anno della nascita con il singolo My Number che mette in evidenza lo stile vizioso di Phil Lewis, ma sarà la cover del classico Do You Love Me dei Kiss dell'anno successivo a puntare i riflettori sui Girl.
Il periodo è però favorevole a una musica più heavy, e quindi il loro debutto sulla lunga distanza con Sheer Greed nel 1980, pur essendo un grande album, non riceverà i meritati riconoscimenti. Nello stesso è contenuta anche la versione originale di Hollywood Tease, che sarà ripresa alcuni anni dopo dagli L.A. Guns. Non sarà sufficiente neanche replicare con un ottimo secondo album, Wasted Youth del 1982, che purtroppo segnerà anche il loro addio alle scene.
Killing Time verrà pubblicato dopo lo scioglimento della band e contiene outtakes dei precedenti lavori e canzoni del mai pubblicato terzo album. Ritroveremo il chitarrista Phil Collen nei Def Leppard, dove avrà una lunga carriera ricca di successi, e Phil Lewis prima nei connazionali Tormé e successivamente negli L.A. Guns, coi quali otterrà finalmente il meritato riconoscimento e successo, anche commerciale.

## Formazione
- Phil Lewis - voce
- Phil Collen - chitarra
- Gerry Laffy - chitarra
- Simon Laffy - basso
- Dave Gaynor - batteria su Sheer Greed
- Pete Barnacle -  batteria su Wasted Youth e Killing Time

## Discografia

### Album in studio
- 1980 - Sheer Greed
- 1982 - Wasted Youth
- 1987 - Killing Time

### Live
- 2001 - Live at the Marquee
- 2001 - Live at the Exposition Hall, Osaka, Japan
- 2001 - Live in Tokyo 1980 (Bootleg)

### Raccolte
- 2001 - My Number: The Anthology

### Singoli/EP
- 1979 - My Number 7"
- 1980 - Do You Love Me 7"
- 1980 - Hollywood Tease 7"
- 1980 - Love Is A Game 7"
- 1980 - Heartbreak America 7"
- 1981 - Old Dogs 7"
- 1981 - Thru The Twilight 7"